# Otto Braun-Falco

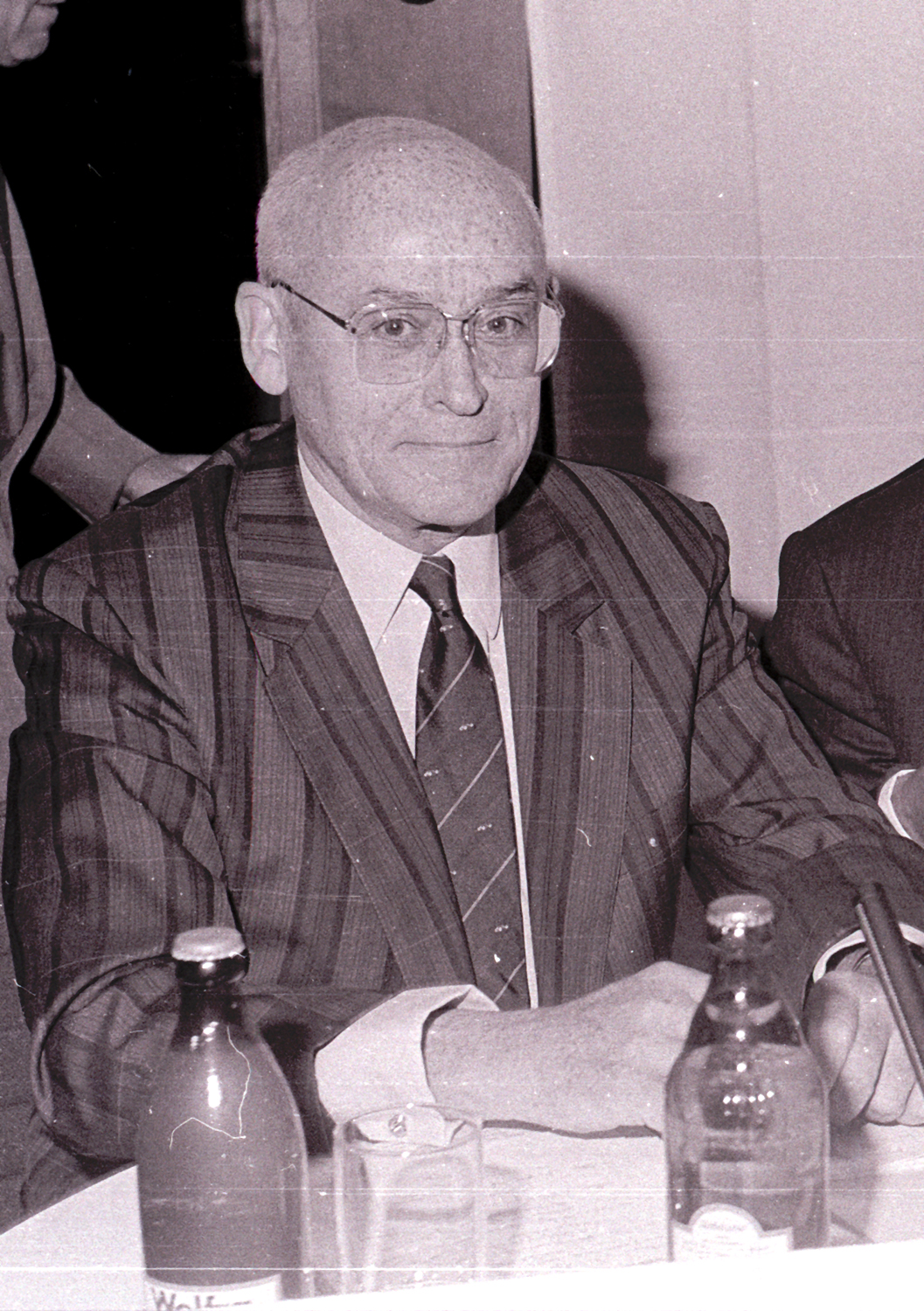
Otto Braun-Falco (1986)

Otto Braun-Falco (* 25. April 1922 in Saarbrücken; † 9. April 2018 in München) war ein deutscher Arzt, Dermatologe und Hochschullehrer. Er wirkte als Professor für Dermatologie und Venerologie an der Universität München und war in den 1970er und 1980er Jahren der führende Dermatologe in Deutschland und auch von internationaler Bedeutung.

## Leben
Nach dem Abitur in Kassel im Jahr 1940 absolvierte Braun-Falco zunächst bis 1943 sein Studium der Medizin in Münster und nach einer Unterbrechung durch Kriegsdienst und Gefangenschaft von 1946 bis zum Staatsexamen 1948 mit Promotion 1949 in Mainz. Im Wintersemester 1949/50 wurde er Mitglied der katholischen Studentenverbindung VKDSt Hasso-Rhenania Mainz im CV. Später wurde er noch Mitglied der KDStV Aenania München.
An der Universität Mainz war er ab 1951 Privatdozent und nach seiner Habilitation im Jahr 1954 ab 1960 dann außerplanmäßiger Professor für Dermatologie und Venerologie. Ab 1961 war er Lehrstuhlinhaber für Dermatologie und Venerologie an der Philipps-Universität Marburg.
Im Jahr 1961 brachte Otto Braun-Falco zusammen mit seinem dreißig Jahre älteren Lehrer Egon Keining mit Dermatologie und Venerologie ein Lehrbuch heraus, das sich zum Standardwerk entwickelte. Das Buch wurde 1991 auch auf Englisch herausgebracht.
Mit der 6. Auflage 2012 änderte der Springer-Verlag den Titel in Braun-Falco's Dermatologie und Venerologie, dem Titel Braun-Falco's dermatology der  2009 erschienenen 3. Auflage der englischen Übersetzung  folgend.
Im Jahr 1966 wurde er zum Mitglied der Leopoldina gewählt. Nach dem Tod Alfred Marchioninis übernahm er 1967 in München die Leitung der Klinik für Haut- und Geschlechtskrankheiten, der heutigen Klinik Thalkirchner Straße und bis zu seiner Emeritierung 1990 auch den Lehrstuhl für Dermatologie an der medizinischen Fakultät der Ludwig-Maximilians-Universität München (LMU).
Schwerpunkte seiner wissenschaftlichen Arbeit waren dermatologische Stoffwechselmechanismen, Immunologie und Hauterkrankungen, bösartige Lymphome und Melanome, aber auch die Diagnostik und Erforschung von Erkrankungen durch Elektronenmikroskopie der Haut sowie Haarerkrankungen, Beinleiden und Andrologie und allergische Reaktionen auf Umwelteinflüsse. Im Bereich Venerologie diagnostizierte er die ersten AIDS-Fälle in Bayern und war Gründer einer AIDS-Stiftung. Ebenso richtete er mit Unterstützung der bayerischen Staatsregierung die erste psychosoziale AIDS-Beratungsstelle am Klinikum ein. Sein Lehrbuch Dermatologie und Venerologie gilt als Standardwerk der Dermatologie.
Von 1977 bis 1982 fungierte er als Präsident des International Committee of Dermatology (ICD) sowie im gleichen Zeitraum als Präsident der International League of Dermatological Societies (ILDS). Von 1982 bis 1985 war er Präsident der Deutschen Dermatologischen Gesellschaft.
1968 übernahm er von Alfred Marchionini die Herausgabe der Zeitschrift Der Hautarzt, ab 1985 übernahm sein Schüler Detlef Petzold die Redaktion.
Von 1998 an war er ordentliches Mitglied der Bayerischen Akademie der Wissenschaften und dort vier Jahre Sekretär, bis er dieses Amt abgab. Braun-Falcos Lehrstuhlnachfolger an der LMU in München war ab 1991 Gerd Plewig, der neben Braun-Falco, Helmut H. Wolff, Michael Landthaler und dem US-amerikanischen Kollegen Walter H. C. Burgdorf Mitautor der Neuauflage des dermatologischen Standardwerks ist, an der auch Braun-Falcos Ehefrau im Hintergrund mitwirkte, die nach ihrem Deutsch- und Zeitungswissenschaften-Studium in München später ebenfalls Medizin studiert hat.
Sein Sohn Markus Braun-Falco ist ebenfalls Professor für Dermatologie mit einer Praxis in München und Mitautor des Lehrbuchs Braun-Falco's Dermatologie und Venerologie.

## Auszeichnungen und Ehrungen
Otto Braun-Falco hatte vier Ehrendoktorate und weltweit vielzählige Ehrenmitgliedschaften in nahezu allen dermatologischen Gesellschaften. Er war Träger des Bayerischen Verdienstordens, des Bayerischen Maximiliansordens für Wissenschaft und Kunst, des Großen Verdienstkreuzes des Verdienstordens der Bundesrepublik Deutschland, der Bayerischen Staatsmedaille für soziale Verdienste sowie vieler anderer Auszeichnungen. Besonders erwähnenswert ist die Inschrift der Goldmedaille der polnischen Gesellschaft der Dermatologen mit den Worten:

„Dem führenden Dermatologen Europas, Herrn Professor Otto Braun-Falco in Dankbarkeit und Verehrung von polnischen Freunden.“

Anlässlich des von ihm 1982 als Präsident der internationalen Liga geleiteten Weltkongresses der Dermatologen in Tokio wurde ihm der japanische Orden der Aufgehenden Sonne mit goldenen Strahlen am Nackenband verliehen, der als eine der höchsten staatlichen Auszeichnungen Japans gilt. Im Jahr 1997 erhielt er die Cothenius-Medaille.

## Publikationen

### Aktuelle Ausgaben
- Deutsch: Gerd Plewig, Thomas Ruzicka, Roland Kaufmann, Michael Hertl (Hrsg.): Braun-Falco’s Dermatologie, Venerologie und Allergologie. 7. Auflage. Springer Berlin Heidelberg, Berlin, Heidelberg 2018, ISBN 978-3-662-49543-8, doi:10.1007/978-3-662-49544-5.
- Englisch: Gerd Plewig, Lars French, Thomas Ruzicka, Roland Kaufmann, Michael Hertl (Hrsg.): Braun-Falco´s Dermatology. 4. Auflage. Springer Berlin Heidelberg, Berlin, Heidelberg 2022, ISBN 978-3-662-63708-1, doi:10.1007/978-3-662-63709-8 (englisch).

### Ältere Ausgaben
- (mit Egon Keining): Dermatologie und Venerologie. Ein Lehrbuch für Studierende und Ärzte, München, J. F. Lehmanns 1961, 2. Auflage 1969
  - Das Buch galt nach Erscheinen als Standardwerk der deutschen Dermatologie.
- Ab 1984 im Springer Verlag in 3. Auflage von Otto Braun-Falco mit Gerd Plewig und Helmut H. Wolff als Dermatologie und Venerologie. Englische Übersetzung Dermatology 1991 mit Richard K. Winkelmann.[11]